# Ulf Buermeyer

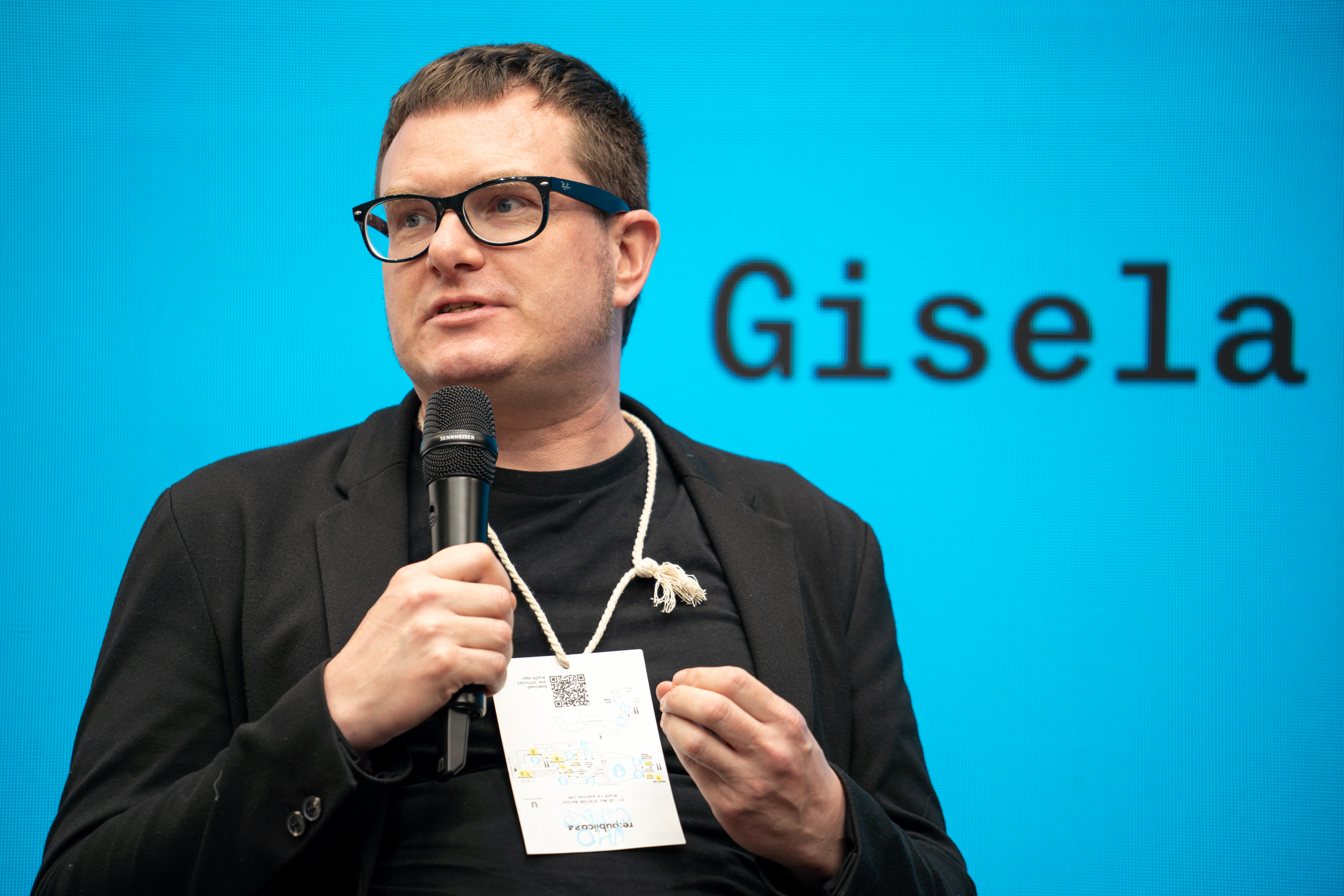
Ulf Buermeyer auf der re:publica 2024

Ulf Buermeyer (* 1976 in Osnabrück) ist ein deutscher Jurist, ehemaliger Richter am Landgericht Berlin und bis Frühjahr 2025 Vorstandsmitglied der Gesellschaft für Freiheitsrechte. Er engagiert sich für Grundrechte insbesondere im digitalen Raum. Gemeinsam mit dem Journalisten Philip Banse gibt er den meist wöchentlich erscheinenden Politik-Podcast Lage der Nation heraus.

## Leben und Wirken
Buermeyer wuchs in Bissendorf auf und legte 1994 das Abitur am Graf-Stauffenberg-Gymnasium in Osnabrück ab mit der Note 1,0. Er leistete seinen Zivildienst im Rettungsdienst ab. Anschließend studierte er als Stipendiat der Studienstiftung des deutschen Volkes bis 2002 Rechtswissenschaft und Psychologie an der Universität Osnabrück sowie Rechtswissenschaft, Ägyptologie und Politikwissenschaft in Leipzig und Rennes. Die erste Prüfung legte er 2002 in Leipzig ab. Nach Stationen im Rechtsreferendariat bei Gerhard Strate, beim Bundesministerium der Justiz und dem Bundesverfassungsgericht legte Buermeyer 2006 in Berlin die zweite Staatsprüfung mit Schwerpunkt Europarecht ab.
2007 wurde Buermeyer Richter am Amtsgericht Tiergarten. Noch im gleichen Jahr wurde er an das Bundesverfassungsgericht abgeordnet und war als wissenschaftlicher Mitarbeiter für Winfried Hassemer und Andreas Voßkuhle tätig. Anschließend war Buermeyer ab 2008 Richter am Landgericht Berlin, bevor er 2009 an die Senatsverwaltung für Justiz des Landes Berlin abgeordnet wurde, um ein Datenschutz-Gesetz für den Strafvollzug zu entwerfen. Im September 2010 wurde Buermeyer am Landgericht Berlin zum Richter auf Lebenszeit ernannt. Von August 2013 bis Mai 2014 erwarb er an der Columbia University in New York City einen Master of Laws sowie eine Auszeichnung als James Kent Scholar für herausragende akademische Leistungen. Anschließend kehrte er erneut ans Landgericht Berlin zurück und war dort überwiegend als Richter in einer Schwurgerichts-Kammer tätig. 2015 wurde Buermeyer an der Johann Wolfgang Goethe-Universität Frankfurt am Main mit einer von Matthias Jahn betreuten Dissertation (summa cum laude) zur informationellen Selbstbestimmung promoviert.
2017 bis 2019 war Buermeyer als wissenschaftlicher Mitarbeiter an den Verfassungsgerichtshof des Landes Berlin abgeordnet. Danach folgte eine weitere Abordnung an die Berliner Senatsverwaltung für Justiz, Verbraucherschutz und Antidiskriminierung, für die er das im November 2018 vorgestellte Funkzellenabfragen-Transparenz-System (FTS) entwickelte.
Buermeyer war bereits vielfach geladener Sachverständiger bei Anhörungen parlamentarischer Gremien, unter anderem im Ausschuss für Inneres und Heimat des Deutschen Bundestages (im März 2017 zur Neustrukturierung des Bundeskriminalamtgesetzes) und im Rechtsausschuss des Deutschen Bundestages (im Mai 2018 zur Einführung von Staatstrojanern in der Strafprozessordnung und im Juni 2018 zur Einführung des Netzwerkdurchsetzungsgesetzes).
Von Oktober 2020 an war Buermeyer von der Berliner Justiz beurlaubt. Zunächst arbeitete er bis Mai 2023 hauptamtlich als Legal Director der von ihm mitbegründeten Gesellschaft für Freiheitsrechte (GFF). Danach arbeitete er hauptamtlich für den von ihm mit Philip Banse herausgegebenen Politik-Podcast Lage der Nation. Ende Juli 2024 wurde er auf eigenen Antrag aus dem Dienst der Berliner Justiz entlassen.
Bekanntheit erlangte Buermeyer als einer der Richter im sogenannten „Soda-Mord“-Prozess, der mit Freisprüchen für die Angeklagten endete, die Mitglieder der Hells Angels waren. Spiegel TV berichtete 2016 darüber, dass dem Kronzeugen Kassra Z. im eigenen Mordverfahren größtenteils geglaubt wurde, im Verfahren mit Buermeyer als einem der Richter, in dem Kassra nur als Zeuge aussagte, jedoch nicht. In dem Beitrag wird auch thematisiert, dass Buermeyer in einer Verhandlungspause mit den Anwälten der Angeklagten zu Mittag gegessen hatte. Er selbst behauptet jedoch später, dass bei diesem zufällig gemeinsamem Mittagessen nicht über den Prozess gesprochen wurde. Buermeyer wurde von der Staatsanwaltschaft zu einer dienstlichen Stellungnahme dazu aufgefordert. Letztlich beantragte jedoch auch die Staatsanwaltschaft Berlin einen Freispruch, weil sie Z., ihrem eigenen Kronzeugen, nach der Hauptverhandlung ebenfalls nicht mehr geglaubt hatte. Ob Buermeyer als Mitglied der fünfköpfigen Schwurgerichtskammer für oder gegen einen Schuldspruch gestimmt hatte, ist aufgrund des Beratungsgeheimnisses nicht bekannt.

## Weitere Tätigkeiten
Buermeyer ist Fellow des Centre for Internet and Human Rights an der Europa-Universität Viadrina in Frankfurt (Oder). Zudem ist er Mitherausgeber und Redakteur der strafrechtlichen Fachzeitschrift HRRS und Autor bei netzpolitik.org. Gemeinsam mit Philip Banse produziert er den tagespolitischen Podcast Lage der Nation. Von Ende 2016 bis Juni 2019 war Buermeyer Mitglied der SPD.
In seiner Freizeit entwickelt Buermeyer MapAlarmNG, eine kostenlose App für iPhone und iPad, die verschiedene freie und offene Karten anzeigt, unter anderem die OpenStreetMap und die OpenTopoMap.

## Veröffentlichungen
- zusammen mit Philip Banse: Baustellen der Nation, Ullstein Hardcover, Berlin 2023, ISBN 978-3-550-20241-4.